# Ерік Кнудсен
Ерік Джейк Кнудсен (англ. Erik Jake Knudsen; (нар. 25 березня 1988, Торонто) — канадський актор.

## Життя і кар'єра
Народився 25 березня 1988 року в Торонто, Онтаріо. Спочатку він з'явився в декількох фільмах у Канаді, як запрошений актор. У 2000 році Кнудсен отримав невелику роль у фільмі «Знак звіра» (англ. Tribulation). У 2001 році він зіграв у трьох епізодах серіалу «Захисник». За це він був номінований на премію «Молодий актор». У 2003 році він зіграв головну роль, Донована Мекея, в комедійному молодіжному серіалі «Ментальний блок» (англ. Mental Block). Остання серія вийшла в ефір 1 листопада 2004 року.
Кнудсен з'явився у фільмі «Пила 2» в ролі Денієла Метьюза. Він зіграв Дейла Тернера в серіалі «Єрихон».
Він зіграв Лероя в адаптації «Протесту молодості», реліз якого відбувся в 2010 році. Також він закінчив зніматися у фільмі «Страшенно красивий», реліз якого відбувся 30 липня 2010 року. Його партнерами були Алекс Петтіфер, Ванесса Гадженс і Мері-Кейт Олсен. Кнудсен зіграв Лукаса Вілсона у фільмі «Скотт Пілігрим проти всіх».
У 2011 році Кнудсен зіграв роль Роббі Мерсера у фільмі «Крик 4».
Так само в 2012 році Ерік зіграв роль Алека Садлера в канадському серіалі «Континуум». Другорядну роль у пілотній серії серіалу «В надії на порятунок» (англ. Saving Hope). І роль Райана у фільмі «Пустище».

## Фільмографія
| Рік       |    | Українська назва              | Оригінальна назва                  | Роль                    |
| --------- | -- | ----------------------------- | ---------------------------------- | ----------------------- |
| 1997—2001 | с  |                               | Real Kids, Real Adventures         | Алекс Шреффлер          |
| 1999      | с  |                               | I Was a Sixth Grade Alien          | Кенні                   |
| 2000      | ф  | Знак звіра                    | Tribulation                        | молодий Том Канборо     |
| 2000      | тф |                               | Common Ground                      | молодий Джонні Берроуз  |
| 2000—2001 | с  | Коли серця б'ються в такт     | In a Heartbeat                     | Джейсон                 |
| 2001      | тф |                               | Blackout                           | Ян Робінс               |
| 2001      | тф |                               | The Familiar Stranger              | молодий Кріс Велш       |
| 2001—2004 | с  | Лікар                         | Doc                                | Мітч                    |
| 2001      | тф |                               | Stolen Miracle                     | Томмі                   |
| 2001—2004 | с  |                               | Blue Murder                        | Джейк Грін              |
| 2001—2004 | с  | Захисник                      | The Guardian                       | Хантер Рід              |
| 2001—2015 | с  | Деґрассі: Наступне покоління  | Degrassi: The Next Generation      | Даррін Хау              |
| 2003      | тф |                               | Full-Court Miracle                 | Ті Джей Мерфі           |
| 2003—2004 | с  | Ментальний блок               | Mental Block                       | Донован Мекей           |
| 2004—2005 | с  | Кевін Гілл                    | Kevin Hill                         | Раян Сталлінгер         |
| 2005      | ф  | Переможниця                   | The Prize Winner of Defiance, Ohio | Рог Раян у 13 років     |
| 2005      | ф  | Пила 2                        | Saw II                             | Денієл Метьюз           |
| 2006      | тф |                               | Booky Makes Her Mark               | Артур Томсон            |
| 2006      | ф  | Поганий гарний поліцейський   | Bon Cop, Bad Cop                   | Джонатан Ворд           |
| 2006      | ф  |                               | A Lobster Tale                     | Тіммі Брок              |
| 2006—2008 | с  | Єрихон                        | Jericho                            | Дейл Тернер             |
| 2008      | тф | Фатальний зв’язок             | A Teacher’s Crime                  | Джеремі Реннер          |
| 2008—2012 | с  | Гаряча точка                  | Flashpoint                         | Джексон Баркліфф        |
| 2008      | с  | Розслідування Мердока         | Murdoch Mysteries                  | Френк Ріццо             |
| 2009      | ф  | Бунтівна юність               | Youth in Revolt                    | Лівша                   |
| 2010      | ф  | Скотт Пілігрим проти світу    | Scott Pilgrim vs. the World        | Краш / Лукас Вілсон     |
| 2011      | ф  | Страшенно красивий            | Beastly                            | Трей Паркер             |
| 2011      | ф  | Крик 4                        | Scream 4                           | Роббі Мерсер            |
| 2012—2017 | с  | В надії на порятунок          | Saving Hope                        | Мітчелл                 |
| 2012      | ф  | Пустище                       | The Barrens                        | Райан                   |
| 2012—2015 | с  | Континуум                     | Continuum                          | Алек Седлер             |
| 2014      | тф |                               | Client Seduction                   | Деніс Брунер            |
| 2015—2018 | с  | 12 мавп                       | 12 Monkeys                         | Томас Кроуфорд-молодший |
| 2015—2019 | с  | Кіллджойс                     | Killjoys                           | МакЕвой                 |
| 2016—2019 | с  | Останній кандидат             | Designated Survivor                | Девіс Марлоу            |
| 2016—2021 | с  |                               | Private Eyes                       | Брайс                   |
| 2016      | кф |                               | Enfant Terrible                    | Маркус                  |
| 2017—2019 | с  | Викуп                         | Ransom                             | Лукас Гаміль            |
| 2017      | ф  | Поганий гарний поліцейський 2 | Bon Cop, Bad Cop 2                 | Джонатан                |
| 2017      | с  | Імла                          | The Mist                           | Вік                     |
| 2017      | тф | Стікмен                       | Stickman                           | Джеремі                 |
| 2018      | ф  |                               | Darker Than Night                  | Тобі                    |
| 2019      | с  | Гадсон і Рекс                 | Hudson & Rex                       | Ян Сільвер              |
| 2021      | с  |                               | Nine Films About Technology        | Корі                    |
| 2021      | с  | Мер Кінґстауна                | Mayor of Kingstown                 | Спайві                  |
| 2022      | с  | Допоможи мені, Тодд           | So Help Me Todd                    | Браян Макаті            |

## Нагороди та номінації
У 2001 році він був номінований на премію «Молодий актор» за роль у серіалі «Захисник».
У 2014, 2015 та 2016 роках він був тричі номінований на премію «Сатурн» за найкращу чоловічу роль другого плану у серіалі «Континуум».